# Foreningen af Fabrikanter i Jernindustrien i København
Foreningen af Fabrikanter i Jernindustrien i København, uformelt kaldet Jernet, var en arbejdsgiverorganisation stiftet 16. januar 1885 af maskin- og jernfabrikanter i København. Den var den ældste arbejdsgiverforening inden for jernindustrien og var en af forgængerne for Dansk Industri.
Foreningen var aggressivt imod arbejdstagernes ret til at organisere sig i fagforeninger og indledte derfor sit virke med at lockoute fabriksarbejderne (13. juli 1885) og meddele, at de var velkomne tilbage på arbejdspladserne, når de havde meldt sig ud af fagforeningen. Der gik fire måneder, inden foreningen opgav sit krav, og arbejdet blev genoptaget (16. november 1885).
Valdemar Helsing var fra 1893 til 1921 sekretær i foreningen. Han var en af flere initiativrige personligheder, og i hans tid, i 1895, blev også Foreningen af Fabrikanter i Jernindustrien i Provinserne stiftet.
I begyndelsen bestod medlemmerne mest af jernstøberier og maskinfabrikker. I takt med den tekniske udvikling blev flere af medlemmerne i løbet af 1900-tallet elektromekaniske og elektroniske virksomheder. Pr. 1. januar 1960 havde foreningen ca. 200 medlemmer.
Foreningen havde til huse i et domicil i Nørre Voldgade 30. Bygningen, der findes endnu, var rejst 1903-04 ved arkitekterne Gotfred Tvede og Fritz Koch, og blev i 1938-39 udvidet med en tilbygning, Nørre Voldgade 34, ved Povl Baumann. Denne bygning, der nu huser Niels Brock, regnes for et af Baumanns hovedværker.

## Formænd
Denne liste er ufuldstændig; hjælp gerne med at udfylde den.
- 1885-1888 Theodor Hüttemeier
- 1890-1892 Bjørn Stephensen
- 1892-1897 Regner Helweg
- 1900-1903 S.C. Hauberg (æresmedlem 1916)
- 1903-1912 Alexander Foss
- 1919-1920 Regner Helweg (igen)
- 1948-1957 Henry Skov[1]
- 1965-1971 Erik Ramsby